# Bahamadikbekje
Het bahamadikbekje (Melopyrrha violacea synoniem: Loxigilla violacea) is een zangvogel uit de familie Thraupidae (Tangaren).

## Verspreiding en leefgebied
Deze soort telt vijf ondersoorten:
- M. v. violacea: noordelijke en centrale Bahama's.
- M. v. ofella: centraal en oostelijk Caicos (zuidelijke Bahama's).
- M. v. maurella: Tortue (nabij noordwestelijk Hispaniola).
- M. v. affinis: Hispaniola en de zuidelijke eilanden.
- M. v. ruficollis: Jamaica.